# Pterocerdale
Pterocerdale is een monotypisch geslacht van straalvinnige vissen uit de familie van de torpedogrondels (Ptereleotridae).

## Soorten
- Pterocerdale insolita Hoese & Motomura, 2009